# 中国电影电视技术学会
中国电影电视技术学会是中华人民共和国电影电视工程技术工作者组成的群众性学术团体，是中国科学技术协会主管的社会团体，1982年3月在北京市成立。